# Медопійник червонобровий
Медопійник червонобровий (Melithreptus lunatus) — вид горобцеподібних птахів родини медолюбових (Meliphagidae). Ендемік Австралії.

## Поширення
Вид поширений у східних та південно-східних частинах Австралії. Мешкає в евкаліптових лісах і рідколіссях.

## Опис
Медолюб середнього розміру довжиною 13–15 см, оливково-зелений зверху та білий знизу, з чорною головою, потилицею та горлом, червоною плямою над оком та білим півмісяцем. Є фігурна оливкова латка на потилиці. Він тонший за інші подібні види. Молоді особини мають коричневе тім'я та помаранчеву основу дзьоба.